# Dipodillus zakariai
Dipodillus zakariai — гризун з островів Керкенна, Туніс.

## Опис
Дрібний гризун з довжиною голови і тіла від 79 до 89 мм, довжиною хвоста від 74 до 88 мм, довжиною лапи від 21 до 22 мм, довжиною вух від 20 до 21 мм і вага до 22 г. Верхні частини світло-коричнево-жовті, основа волосків сіра, а черевні частини білі, з рожево-жовтою серединною смугою, що тягнеться від підборіддя до основи хвоста. Лінія поділу по боках світло-червонувато-коричнева. Щоки, область навколо очей і дві плями за кожним вухом і менш чітко над кожним оком білі. Задня частина ніг біла. Вуха зовні такого ж кольору, як і спина, а всередині сірі і зверху посипані дрібними білястими волосками.

## Спосіб життя
Це наземний вид.